# 理查·G·高蒂
理查·G·高蒂（英語：Richard G. Gotti，1967年11月30日—）是一名美國黑幫，甘比諾犯罪家族的成員。他的父親是甘比諾犯罪家族的角頭理查·V·高蒂，表兄妹是角頭約翰·A·高蒂、前真人秀明星維多利亞·高蒂和小彼得·高蒂（Peter Gotti, Jr.）。他的叔叔是甘比諾犯罪家族的老大約翰·高蒂。
2001年11月29日，聯邦和州份探員對高蒂執行搜查令，並在高蒂位於紐約州谷溪的家中從高蒂的口袋內查獲約12,000美元的現金。2002年6月5日，高蒂因敲詐勒索罪而被起訴。在審判期間，高蒂的律師聲稱這些錢是來自高蒂和他妻子運作的幼兒園。政府說這是來自甘比諾成員的分贓。2003年3月17日，高蒂被判犯有敲詐罪。他被送往肯塔基州愛許蘭的愛許蘭聯邦教化所（FCI）。他在2007年3月2日出獄。2008年2月，高蒂被列為「舊橋行動」起訴中的被告人。
2015年2月22日，他從賓夕凡尼亞州邁納斯維爾的斯古吉爾聯邦教化所出獄。